# Rhaphium barbipes
Rhaphium barbipes är en tvåvingeart som först beskrevs av Van Duzee 1923.  Rhaphium barbipes ingår i släktet Rhaphium och familjen styltflugor.
Artens utbredningsområde är Maine. Inga underarter finns listade i Catalogue of Life.